# Hyacinthies

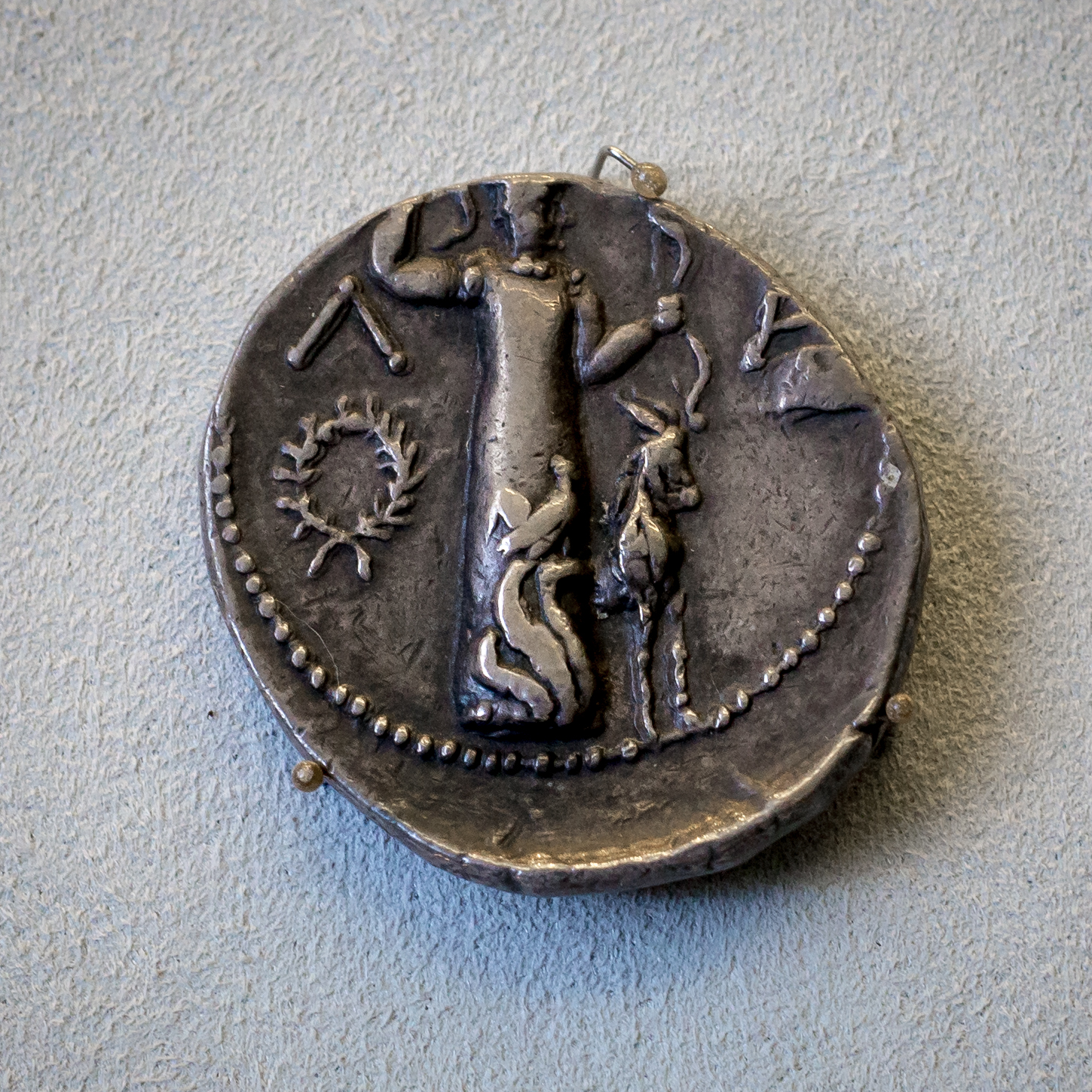
Tétradrachme d'argent représentant une couronne, une statue du culte d'Apollon d'Amyclées avec un arc et des flèches, un bouc à ses pieds, et un coq sur une plante devant lui. Env. 226-222 av. J.-C. Münzkabinett der Staatlichen Museen, Berlin

Les Hyacinthies (Ὑακίνθια / Hyakínthia en grec ancien) sont des festivités religieuses spartiates, organisées à Amyclées probablement au mois de juillet. 
Elles se tiennent en l'honneur de Hyacinthe, jeune homme aimé d'Apollon et tué accidentellement par lui lors d'un concours de disque.
Sur sa tombe aurait fleuri un iris. C'est clairement une métaphore du renouveau de la végétation, tout comme dans le culte d'Adonis.

## Déroulement
Les Hyacinthies durent trois jours. La date est confirmée par plusieurs recoupements qui montrent que le mois appelé Huakinthios dans différents pays doriens correspondait approximativement au mois de juillet latin. 

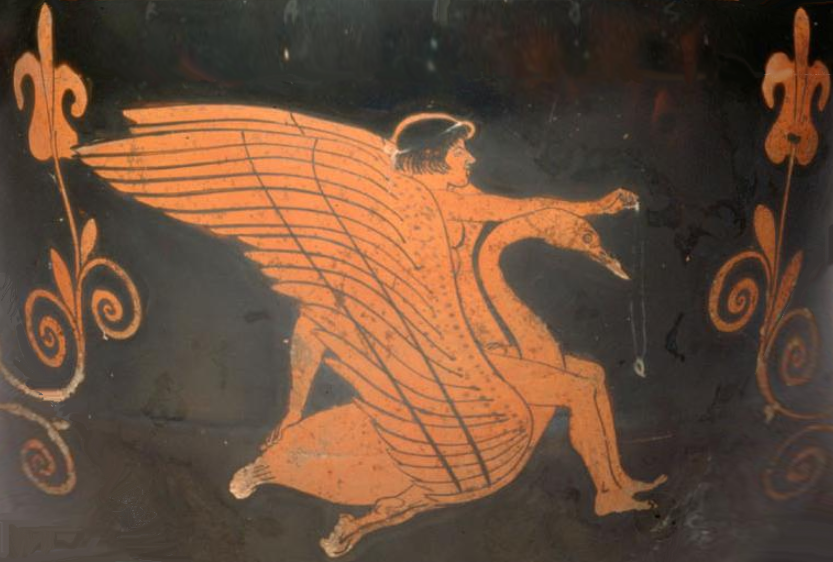
Hyacinthe chevauchant un cygne et Zephyre. Vase attique à figures rouges. 470 av. J.-C. Kunsthistorisches Museum

Leur déroulement nous est connu par les scholiastes comme Athénée ou Didyme[Lequel ?].
Le premier jour est consacré au deuil observé pour la mort de Hyacinthe : des sacrifices sont offerts aux morts, sans péan ni couronne au banquet, les pains sacrificiels sont très simples. 
Le deuxième jour est un jour de célébration. Les jeunes gens jouent de la cithare et de l'aulos, et chantent à la gloire d'Apollon. D'autres participent à des courses de chevaux. De nombreux chœurs rivalisent dans la ville, chantant des chants du pays et dansant. Amyclées est également le théâtre de défilés de chars décorés par jeunes filles et femmes de Sparte. De nombreux sacrifices sont offerts (uniquement de chevreaux selon Polémon d'Ilion, mais Euripide mentionne des bœufs) à l'occasion de la κοπίς / kopís, banquet où les citoyens invitent leurs proches et leurs parents. Les hilotes ont le droit de prendre part aux réjouissances, et même les étrangers : « on régale non seulement ceux qui sont du pays, mais les étrangers qui s'y trouvent. » La kopis se déroule sous des tentes (σκηναί / skênaí), trait caractéristique des fêtes campagnardes archaïques.
Le troisième jour n'est pas précisément décrit, il est probable qu'il ait été plus solennel, à l'instar du premier jour. On sait par ailleurs que pour cette fête, les femmes de Sparte tissent un chiton (χιτών / khitôn, « tunique ») qui est ensuite offert au dieu — tradition similaire au péplos offert à Athéna à Athènes durant les Panathénées plus tard en été.
Les Hyacinthies sont des fêtes très importantes à Sparte. Xénophon, dans les Helléniques (IV, 5, 11), rapporte que les Spartiates interrompent leurs campagnes pour pouvoir retourner en Laconie y participer. Pausanias écrit même qu'ils concluent un jour une trêve spécialement dans cette intention. Enfin, selon Thucydide, lors de la paix de Nicias, Athènes, pour montrer à Sparte sa bonne volonté, promet d'assister aux Hyacinthies.

## Interprétations
Bernard Sergent a mis en évidence un ensemble de concordances précises entre les éléments connus du culte du dieu slave Svantovit et les Hyacinthies qui permettent de conclure à un héritage indo-européen : correspondance entre les quatre têtes de Svantovit et l'Apollon quadruple et janiforme ; entre les deux parties des festivités, l'une triste, l'autre gaie, séparées par une nuit passée dans le sanctuaire ; entre la « grande galette ronde au miel », symbole solaire, comme le disque d'Apollon ; le caractère guerrier des deux divinités ; le cheval blanc également symbole solaire et les Leucippides. De la même manière que plusieurs auteurs ont supposé que le disque qui tue Hyacinthe pourrait être une métaphore du soleil, certains éléments des Hyacinthies suggèrent que « le soleil, le cycle annuel de l'astre et le moment de l'année, étaient présents dans la trame symbolique de la fête. »
L'historien comparatiste conclut que Svantovit apparaît comme l’alter ego de Svarog : « son domaine est celui du feu, du ciel, des éclairs, du soleil. ». Pour Jean Haudry, Svantovit est un « Feu guerrier », qui montre un parallèle avec Hyacinthe, « né de lui même », ancien feu aimé de deux Vents et Apollon Vent.